# Schumacher (Patrizierfamilie)

Bei der Patrizierfamilie Schumacher handelt es sich um ein Patriziergeschlecht der ehemals freien und unabhängigen eidgenössischen Stadt und Republik Luzern. Sie gehört zu jenen alteingesessenen Geschlechtern, die in Luzern im 16. Jahrhundert mit dem Luzerner Patriziat eine aristokratische Regierungsform errichteten und damit eine Entwicklung vollenden halfen, die im 13. Jahrhundert begonnen hatte, als Rudolf I. von Habsburg alle regimentsfähigen Bürger der Stadt zu Ritterlehen fähig erklärte.

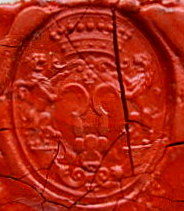
Abdruck eines Siegelstempels der Luzerner Patrizierfamilie Schumacher

## Geschichte

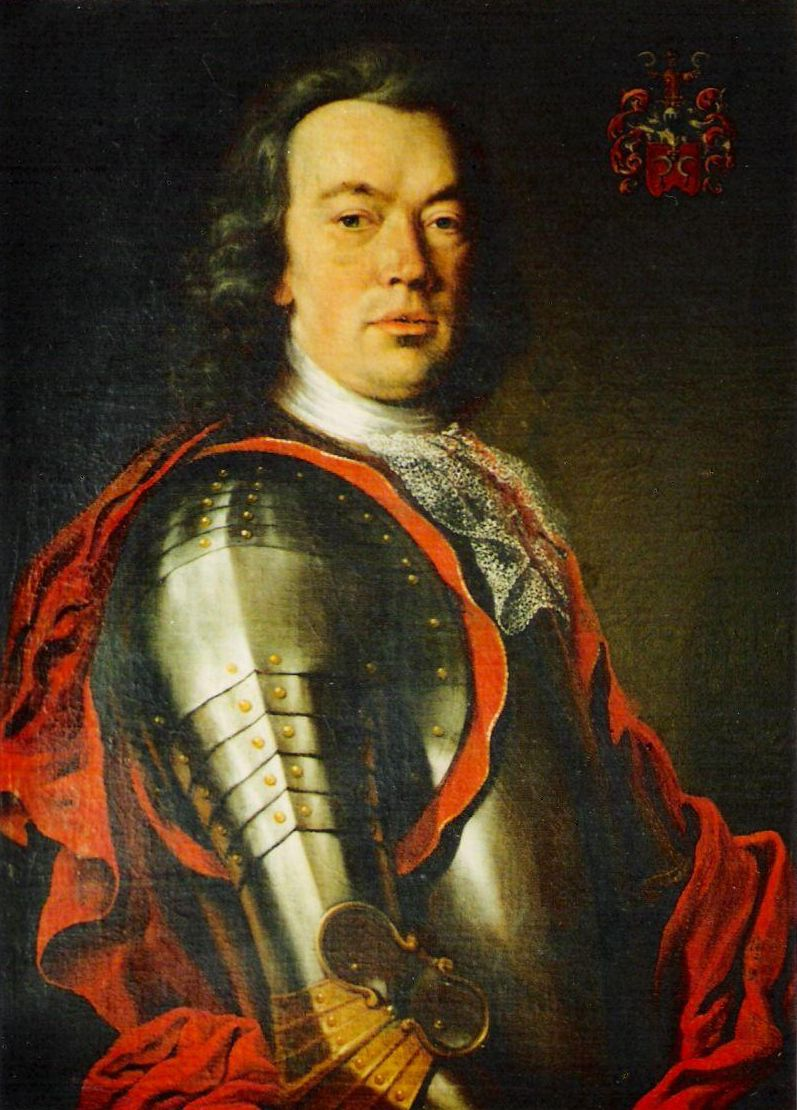
Franz Plazid Schumacher, 1677–1742, Schultheiss der Stadt und Republik Luzern

Die Gründe für den Aufstieg der Familie Schumacher lagen in den politischen und wirtschaftlichen Umwälzungen nach der Niederlage der Habsburger bei Sempach (1386). Die Führungsschicht Luzerns, die die Rechtsnachfolge der Habsburger antrat, dehnte ihren Herrschaftsbereich aus, und manch ritterbürtiges Geschlecht, das bei Sempach an der Seite Habsburgs gekämpft hatte, ging in ihr auf. Andere Geschlechter kamen hinzu, andere verschwanden. Wenige konnten sich halten. Zu ihnen gehörte die Familie Schumacher. Die damaligen Kriegs- und Beutezüge (Eroberung des Aargaus und Thurgaus, Zürichkrieg, Feldzug nach Schaffhausen und gegen Herzog Sigismund, Schwabenkrieg, Burgunderkrieg) ermöglichten ihnen den Kauf von Stadthäusern und Landgütern. Auch halfen ihnen die Beziehungen zu den Ratsfamilien Wiser und Haas, mit denen sie Kriegskameradschaft verband.
Die Patrizierfamilie Schumacher ist mit der Geschichte der eidgenössischen Reichsstadt Luzern eng verknüpft. Mit andern regimentsfähigen Familien stand sie über Jahrhunderte an der Spitze des politischen Geschehens. Infolge  Verwandtschaft mit den führenden Geschlechtern Luzerns, Nidwaldens und Freiburgs lässt sich die Stammfolge auf berühmte Schweizer wie Ludwig Pfyffer, Renward Cysat, Melchior Lussy, Niklaus von der Flüe und Adrian von Bubenberg zurückführen. Über Letzteren zählt die Familie auch zu den Karolingernachkommen. Heute leben viele andere Träger dieses Namens in Luzern, die aber mit der hier besprochenen Patrizierfamilie nichts zu tun haben.

### Herkunft und Grundbesitz
Die Familie Schumacher besass bis 1473 Güter in Hilferdingen bei Ufhusen in der Grafschaft Willisau, von wo sie nach der Schlacht bei Sempach über Meienberg nach Luzern kam. Dort wohnte sie zunächst im Stiftsbezirk, bevor sie das Haus zur Laterne beim inneren und 1531 das Haus am Turm am äusseren Weggistor kaufte. Später gehörten ihr Häuser am Kapellplatz sowie zwischen Mühleplatz und Weinmarkt, ferner Besitzungen im Moos, Obergrund, Uttenberg und im Schönbühl, auf dem Dietschiberg, dem Wesemlin und an der Halde und in neuerer Zeit auch das Inselschloss Mauensee. Noch zu Beginn des 21. Jahrhunderts zählten Glieder der Familie zu den grössten Grundbesitzern Luzerns.

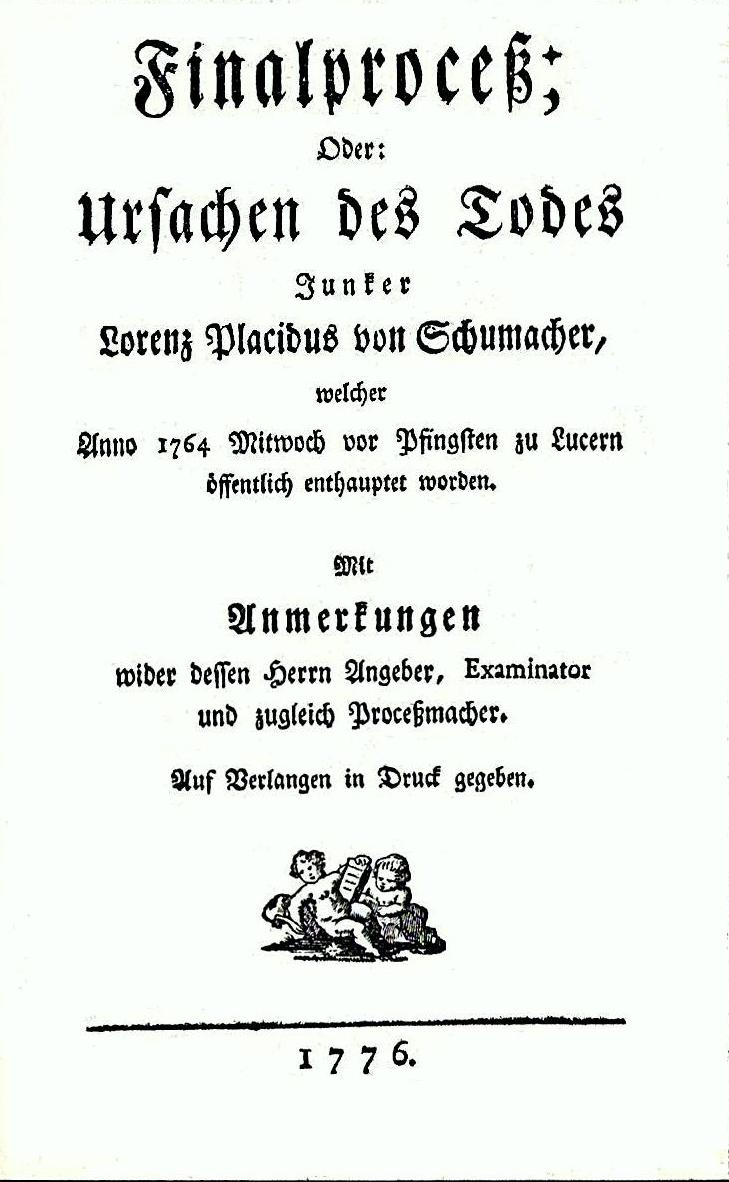
Titelseite einer Publikation von 1776: Ursachen des Todes [von] Junker Lorenz Placidus von Schumacher, welcher Anno 1764 Mittwoch vor Pfingsten zu Lucern öffentlich enthauptet worden. Mit Anmerkungen wider dessen Herrn Angeber, Examinator und zugleich Proceßmacher. veranlasst vom Führer der antiklerikalen Fortschrittspartei

### Bürgerrecht und Grosser Rat
Die frühen Mitglieder der Familie betätigten sich seit ihrer ersten Erwähnung in Luzern (1431) hauptsächlich als Landwirte und Ledergerber und beteiligten sich an einträglichen Kriegszügen. Ebenso führten sie das Wirtshaus zur Laterne und bauten Reben auf der Musegg an. Bis 1516 erneuerten sie regelmässig ihr Bürgerrecht und sassen ab 1520 im Grossen Rat.

### Adelspatriziat und Kleiner Rat
1568 nahm die Familie Einsitz im Kleinen Rat und gehörte fortan zu jenen, die in Luzern eine katholisch-aristokratische Regierungsform errichteten. Ihre Vorbilder waren die Patrizierrepubliken Bern, Freiburg und Solothurn. Im Gegensatz zu diesen teilten sich aber nur etwa 20 bis 30 Familien die Regierungsgewalt. In der vorrevolutionären Zeit war die Familie Schumacher in den innerpatrizischen Parteienkampf verwickelt (vgl. Der Schumacher-Meyer-Handel), der 1764 mit der Hinrichtung eines ihrer Mitglieder endete, letztlich aber mit dem Sieg des kirchlich-konservativen Gedankens. 1814 beteiligte sie sich am Staatsstreich, der in Luzern für 15 Jahre die alte Patriziatsverfassung wieder herstellte.

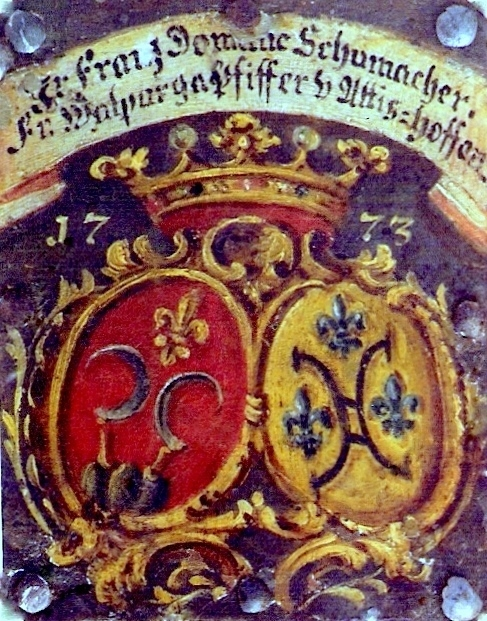
Allianzwappen Franz Dominic Schumacher, Kleinrat und Oberstleutnant der herzoglich-lothringschen Leibgarde, (Maria Margaretha) Walpurga Pfyffer v. Altishofen, T.d. Heinrich u.d. Elisabeth, geb. v. Sonnenberg (Platztäfelchen 1773, Hofkirche Luzern)

### Berufe und Allianzen
Als Mitglied des Kleinen Rates lebte die Familie vom Staats- und fremden Kriegsdienst, vom Pulver-, Wein- und Salzhandel sowie von ihren Landgütern (Schönbühl, Moos, Himmelrich etc.) und Alpen im Eigental. Neben Politikern, Theologen und Offizieren hat die Familie Gelehrte, Naturwissenschaftler, Ingenieure, Ärzte, Rechtsanwälte, Architekten und Journalisten sowie angesehene Gold- und Silberschmiede hervorgebracht. Standesgemässe Ehen waren bis ins 20. Jahrhundert die Regel u. a. mit den an der Allmend, Balthasar, Dulliker, Bircher, v. Fleckenstein, de Chastonay, zur Gilgen, de Gottrau, Göldlin v. Tiefenau, Haas, Hartmann, v. Linden, Mayr v. Baldegg, Meyer v. Schauensee, Mohr, Pfyffer v. Altishofen, Pfyffer v. Heidegg, am Rhyn, Schnyder v. Wartensee, Schwytzer v. Buonas, Segesser v. Brunegg, v. Sonnenberg, de Wolff, ferner mit den Bühler im Himmelrich, Gloggner, von Moos, Müller-Altdorf, Nager, Schobinger, Trachsler, Weber-Willmann, Zelger etc.

### Staatsmänner, Bauherren und Kirchenleute
Der souveränen Stadt- und Republik Luzern dienten sie als Landvögte, Gerichtsherren, Bau- und Spitalherren, als Venner, Seckelmeister und Statthalter sowie als Schultheissen und Tagsatzungsgesandte. Dem jungen schweizerischen Bundesstaat gaben sie zwei Ständeräte. Auch machten sie zahlreiche Schenkungen an Kirche und Staat. Als Geistliche bekleideten sie hohe Kirchenämter und Lehrstühle. Zu ihrer Bautätigkeit gehörte die Neuerrichtung des alten Stadtspitals (1783). Unter den Privatbauten sind der vornehme Herrensitz Himmelrich im Obergrund (1772) und die grosszügige (heute abgerissene) Anlage der Villa Moos am Bundesplatz (1902) zu nennen. Im Schönbühl bauten sie in den 1960er Jahren ein zukunftsweisendes Wohnquartier mit dazugehörigem Hochhaus und erstem Einkaufszentrum der Schweiz.

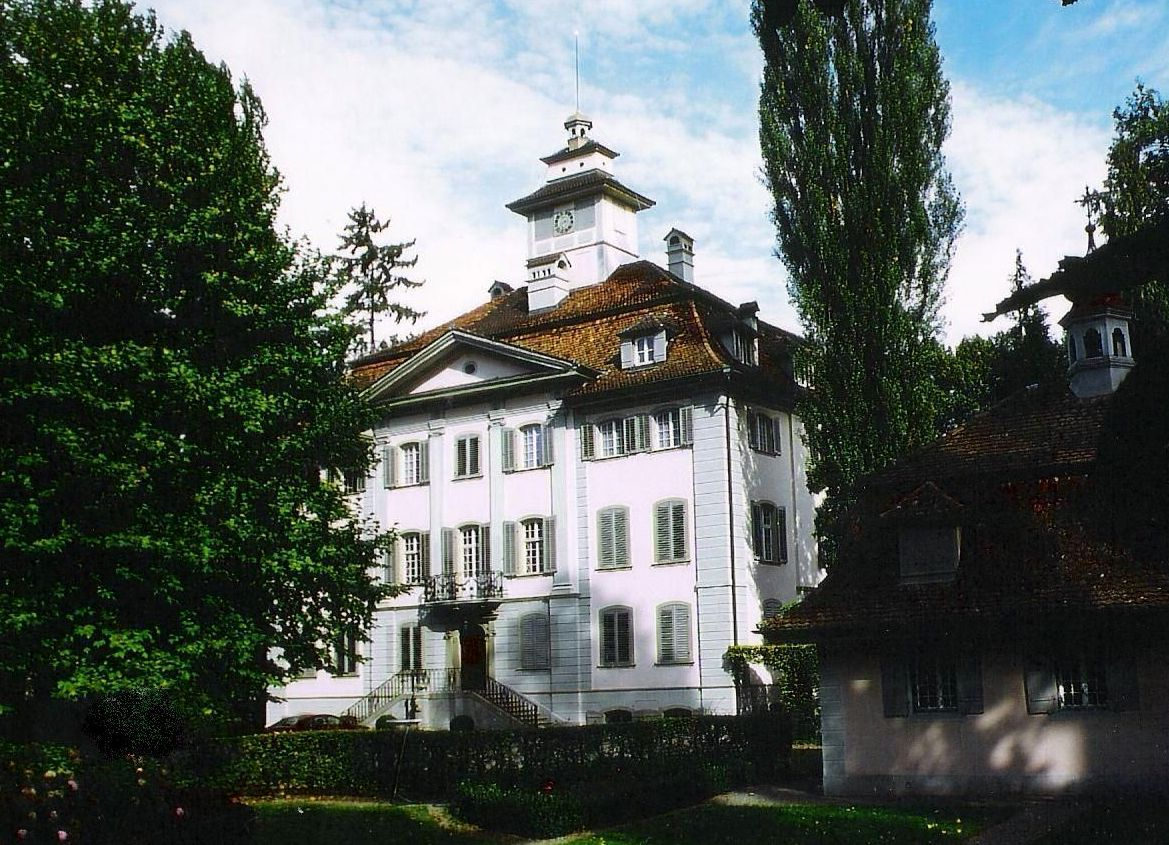
Der Herrensitz Himmelrich im Obergrund mit Observatorium, erbaut 1772 von Franz Plazid und Franz Xaver de Schumacher. Ein ähnlicher Turmaufsatz befindet sich auf dem 1795 erbauten Baronenhaus in Wil, inspiriert von Franz Xaver Schumacher aus seiner Zeit als Landeshauptmann

### Diplomaten, Wissenschaftler und Offiziere
Die Mitglieder der Familie beteiligten sich an Gesandtschaftsreisen im In- und Ausland, studierten bei den Jesuiten und Ursulinerinnen sowie an Adelsakademien in Frankreich und Italien. Von 1635 bis 1861 dienten sie als Offiziere in Schweizerregimentern vorwiegend in Frankreich, Spanien, Savoyen, Sardinien-Piemont und Neapel-Sizilien. Während des Sonderbundskrieges machten sie sich um die Disziplin in der Stadt Luzern sowie um deren Schonung verdient. Bleibendes leisteten sie mit dem ersten geometrischen Elevationsplan der Stadt Luzern. Auch gehörten sie zu den ersten Flugpionieren der Schweiz, indem sie 1784 über der Luzerner Seebucht Versuche mit Montgolfièren durchführten. 

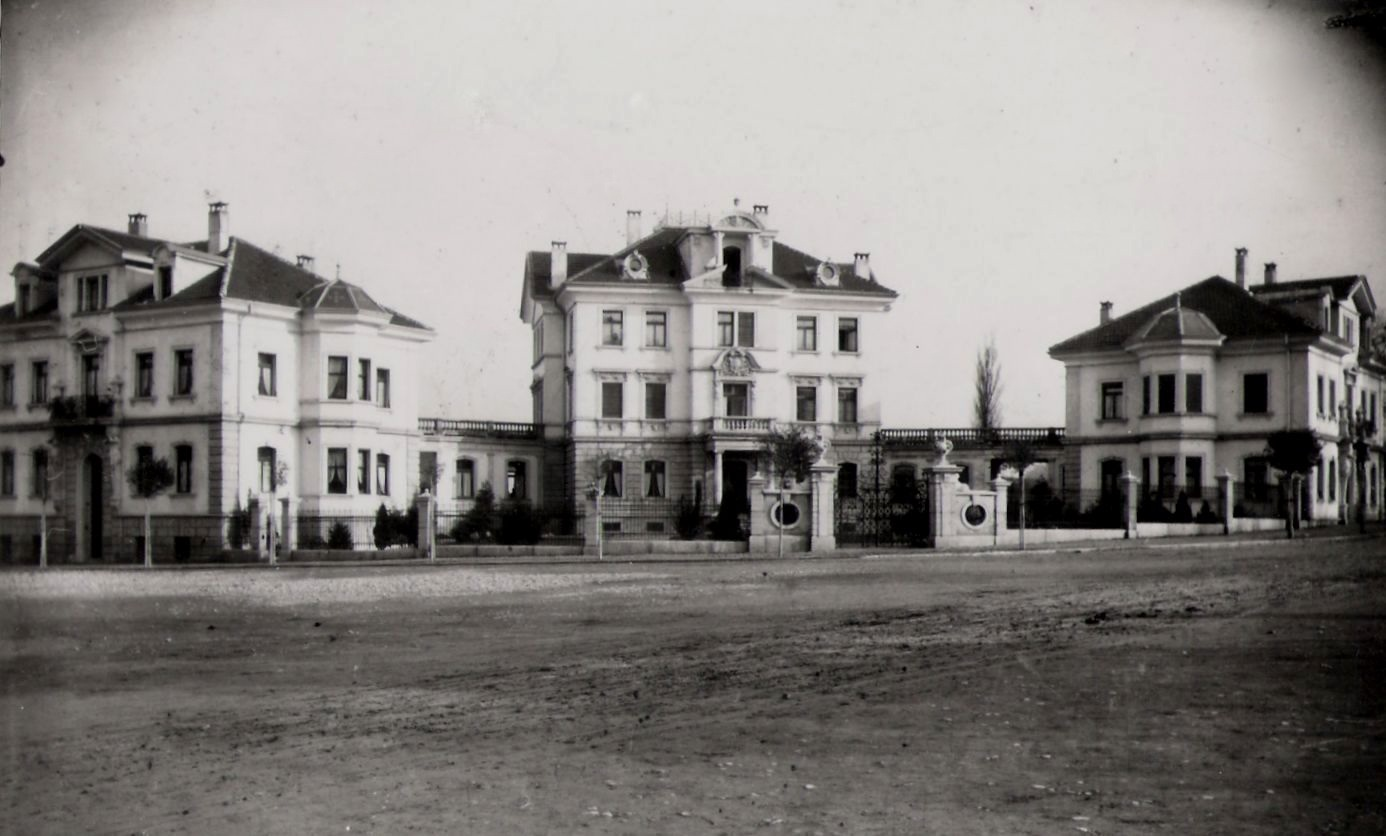
Die Villa Moos am Bundesplatz, erbaut 1902 von Heinrich Walter Schumacher im Auftrag von Kommandant Heinrich Schumacher-de Gottrau

### 20. Jahrhundert
Seit dem Ende des Ancien régime und dem Verzicht auf die aristokratische Verfassung (1798) konnte die Familie ihren politischen, militärischen und sozialen Status bis ins 20. Jahrhundert hinein halten. Auch im 21. Jahrhundert haben alle Mitglieder eine achtbare Stellung im beruflichen und gesellschaftlichen Leben inne. Manche sind immer noch umgeben von einer Wohnkultur, wie sie in ähnlichen Familien stets typisch war.

## Wappen
Das Wappen erschien erstmals 1470 als Amtssiegel des Ratsherrn und Schumacherschen Waffengefährten Hans Wiser. 1531 gelangte es mit dem Verkauf seines Hauses an die Familie Schumacher. Der Name Wiser leitet sich von Wiese her, was die Symbole im Wappen erklärt. Dieses zeigt in Rot auf grünem Dreiberg zwei abgewandte silberne, meist gezähnte Sicheln mit goldenen Griffen und ab 1635 als Wappenbesserung im Schildhaupt eine französische Lilie in Gold. Der Bügelhelm trägt ebenfalls seit 1635 eine Adelskrone bzw. der Schild häufig eine Rangkrone. Letztere ist bei der älteren Linie eine neun-zinkige Laubkrone (fünf Blätter abwechselnd mit vier Perlen, manchmal alle neun Zinken mit Perlen) und bei der jüngeren seit dem 19. Jahrhundert eine Baronskrone (Kronreif mit Perlenschnur, manchmal eine Krone mit sieben Perlen).

## Adelsbriefe
Das Luzerner Fundamentalgesetz definierte 1773 endgültig den Kreis der regierenden Familien, welche die Adelsqualität stets mit Erfolg in Anspruch nahmen und zu denen auch die Familie Schumacher gehörte. 1774 bestätigte der Luzerner Rat der Familie zu Handen des Herzogs von Modena ihren Adel und erklärte sie aller adeligen Ehren für würdig. Hinzu kommen zwei ausländische Diplome, eines aus Frankreich im 17. Jahrhundert (mit dem Privileg zur Führung einer Lilie im Wappen) und eines aus Neapel-Sizilien im 19. Jahrhundert (mit Titelverleihung).

## Namensschreibweise
Seit 1773 (Fundamentalgesetz) führt die ältere Linie das Adelsprädikat «von» nach Gutdünken, dies zur Unterscheidung von andern Namensträgern. Aus dem gleichen Grund machte seit der zweiten Hälfte des 19. Jahrhunderts die jüngere Linie das Prädikat zum Namensbestandteil.

## Persönlichkeiten

### Bis 1700
- Ludwig Schumacher, 1594–1639, Studium in Paris, Landvogt, Gerichtsherr, Schultheiss, Militärunternehmer, Gesandter zu Philipp IV. von Spanien, Wappenbesserung (Lilie) durch Ludwig XIII. und kgl. Ehrenkette (Henri IV., roi de France et de Navarre, l’amis des bons compères des Ligues suisses), starb an der Pest oder an einer Erkältung fünf Monate nach seiner winterlichen Rückkehr aus Spanien.
- Melchior Schumacher, 1598–1661, Kleinrat, Landvogt, Schultheiss von Willisau, entging dem Anschlag der Drei Tellen.
- Beat Schumacher, 1612–1685, Studium in Paris, Landvogt, Richter im Bauernkrieg, Hauptmann bei Villmergen, Schultheissen-Statthalter, grosser Stifter und Wohltäter, auf einem Gemälde ist er mit kgl. Ehrenkette Louis XIII. dargestellt.
- Jost Schumacher, 161?–1655, Schlossvogt der Herrschaft Wikon, Hauptmann im Schweizer Garderegiment des Herzogs von Savoyen.
- Berengar Schumacher, 1652–1713, Zisterzienser, Konventual in St. Urban, Prior und apostolischer Notar.
- Franz Plazid Schumacher, 1677–1742, Studium in Bourges, Offizier in spanisch-mailändischen Diensten (Schweizerregiment am Rhyn), erlebte die Schlacht bei Cassano (1705), eidg. Landvogt im Thurgau, Gerichtsherr, Schultheiss und Stadtvenner, Tagsatzungs- und Ehrengesandter.
- Franz Dominik Schumacher, 1699–1775, Kleinrat, Oberstleutnant der Leibgarde des Herzogs von Lothringen.

### 1701 bis 1800
- Franz Aloys Schumacher, 1703–1784, Jesuit, Pfarrer von Rothenburg, Dekan des Kapitels Mellingen, kurmainzisch-geistlicher Hofrat und Hofkaplan, Autor eines satirischen Bühnenstückes (Isaac der Alttestamentische).
- Jost Niklaus Joachim von Schumacher, 1709–1778, Kleinrat, Landvogt, Seckelmeister, Tagsatzungsgesandter, Hauptbeteiligter im Schumacher-Meyer-Handel.
- Anton Leonz Schumacher, 1711–1775, Oberstleutnant im Luzerner Regiment Keller in Sardinien-Piemont, mehrere Feldzüge und Auseinandersetzung mit dem Gouverneur von Alghero, Kleinrat, Landvogt, Kommandant der Landjäger, Schultheissen-Statthalter, Gutsherr, Führer im Schumacher-Meyer-Handel.
- Franz Plazid de Schumacher, 1725–1793, Offizier in Sardinien (Regiment Keller), Kleinrat, Oberzeugherr, Kommandant des Entsatzheeres ins Livinental, eidg. Landvogt in Locarno, Studium in Bologna, Mathematiker, Astronom, Herzoglicher Ingenieur-Hauptmann in Modena, Hauptbeteiligter im Schumacher-Meyer-Handel.
- Lorenz Plazid von Schumacher, 1735–1764, vom Fürsten von Liechtenstein protegiert, sollte dem Kaiser in Wien vorgestellt werden und eine Offiziersstelle in der Schweizergarde antreten, in Luzern des Hochverrats angeklagt und enthauptet (Opfer im Schumacher Meyer-Handel).
- Konrad Schumacher, 1738–1803, Kleinrat, Beteiligter am Schumacher-Meyer-Handel.
- Plazid Schumacher, 1738–1818, Offizier in Spanien (Schweizerregiment Dunant), Feldzug nach Portugal, Grossmajor, Regierungsrat, Gutsherr, Kontributionsgeisel des französischen Generals Schauenburg auf der Festung Hühningen.
- Josef Urs Felix Schumacher, 1739–1817, Benediktiner, Pfalzrat und Oberststatthalter in St. Gallen und Ebringen, Konsistorialrat und Propst zu Alt St. Johann im Toggenburg.
- Kaspar Josef Schumacher, 1745–1806, Kapitänleutnant in Sardinien (Schweizerregiment de Kalbermatten), Kommandant der savoyischen Hundertschweizer, Chevalier de l’ordre des Saints-Maurice-et-Lazare.
- Franz Xaver de Schumacher, 1755–1808, Studium in Bologna, herzoglicher Kammerherr in Modena, Wissenschaftler, Architekt, eidg. Landeshauptmann in Wil in St. Gallen, Kommandant eines Kanonenbootes im Dienste der Franzosen auf dem Vierwaldstättersee.
- Joseph Anton Schumacher, 1773–1851, Offizier im Schweizergarderegiment in Frankreich (Schwiegersohn des Jost Dürler, des Verteidigers der Tuilerien), Oberst, Regierungsrat, Gelehrter, Chevalier de l’Ordre royal et militaire de Saint-Louis, de la Légion d’honneur et de l’ordre des Saints-Maurice-et-Lazare.
- Josef Schumacher im Uttenberg, 1793–1860, Oberst, Divisionär, Schultheiss, Ständerat, Waffengefährte von Henri Dufour und Louis Napoleon.

### 1806 bis 1890
- Caspar Joseph Schumacher, 1806–1855, Offizier im Schweizergarderegiment in Frankreich, Chevalier de l’ordre de Saint-Louis et de la Légion d’honneur, duellierfreundlich und beliebt bei den Damen.
- Felix von Schumacher, 1814–1894, General im Königreich beider Sizilien, Adjutant des Königs, Verteidiger von Gaeta, Beschützer der Königin, Träger zahlreicher Orden, in den neapolitanischen Adelsstand erhoben.
- Carl Schumacher, 1828–1860, eidg. Stabsmajor und kant. Obermilizinstruktor.
- Heinrich Schumacher, 1830–1906, Offizier in Neapel-Sizilien, Major-Kommandant, Gutsbesitzer, Ritter vom Heiligen Grab.
- Emil Schumacher, 1850–1927, Kantonschemiker, Ethnologe, Naturforscher, Chevalier de l’ordre des Saints-Maurice-et-Lazare.
- Felix von Schumacher, 1856–1916, Ingenieur, Oberst, Regierungsrat, Konsul von Belgien, Leopoldsorden.
- Edmund von Schumacher, 1859–1908, Oberst, Schultheiss, Ständerat, Leopoldsorden.
- Leopold Schumacher, 1872–1965, Bankdirektor, Oberst i.Gst., Kommandant der Ordnungstruppen 1918 in Zürich, Gutsbesitzer, Teilnahme am Rütlirapport von General Guisan (1940), stand dem geheimen Offiziersbund um Max Waibel nahe.
- Emil Dagobert Schumacher, 1880–1914, designierter Nachfolger von Professor Sauerbruch
- Karl von Schumacher, 1894–1957, Diplomat, Journalist, Gründer und Chefredaktor der Weltwoche-Zeitung, Schlossbesitzer (Mauensee).
- Pierre von Schumacher, 1898–1964, Chefgeologe der Royal Dutch Shell, Chefredaktor der Weltwoche-Zeitung, Gutsbesitzer und Schlossherr (Mauensee).
- Heinrich Walter Schumacher, 1872–1941, Architekt, Stadtrat, Kant. Automobilexperte.
- Joseph Schumacher, 1879–1964, Oberstleutnant, Kant. Vermessungsingenieur, Kant. Automobilexperte, Teilnahme am Rütlirapport von General Guisan (1940), stand dem geheimen Offiziersbund um Max Waibel nahe.
- Max Schumacher, 1890–1972, Kant. Kulturingenieur, Hauptmann, Luftschutz- u. Feuerwehrinstruktor, Kant. Brandversicherungsinspektor.

### Ab 1900
- Hans Schumacher, 1903–1979, Stadtrat, Finanzdirektor, Repräsentant der modernen Luzerner Wirtschaft.
- Eduard Schumacher, 1905–1970, Zahnarzt.
- Leopold Schumacher, 1906–1930, Studium an der Columbia und Stanford University, Flugzeugingenieur, bei Wichita (Kansas) abgestürzt.
- Felix von Schumacher, 1910–2002, Journalist, Chefredaktor, Luzerner Baupionier, Hauptmann der berittenen Artillerie, stand während des Weltkrieges dem geheimen Offiziersbund um Max Waibel nahe (gegründet zur Aufrechterhaltung des Widerstandswillens).
- Werner Schumacher, 1910–1944, Oberarzt, Delegierter des Roten Kreuzes in Spanien und Russland, Feldartillerie/Flab-Hauptmann.
- Jost Schumacher, 1912–1968, Rechtsanwalt.
- Marco Schumacher, 1920–1994, Geschäftsmann (Farbenfabrik).
- Moritz Schumacher, 1921–1976, Rechtsanwalt, Grossrat, Hauptmann i.Gst., Gutsbesitzer.
- Charles Schumacher, 1923–2001, Bauingenieur, an zahlreichen wichtigen Bauten in Luzern beteiligt.
- Rudolf Schumacher, 1926–1966, Bezirksanwalt des Kantons Zürich, Direktionssekretär von Philipp de Weck bei der Schweizerischen Bankgesellschaft.
- Eduard Schumacher, 1943–2014, Betriebs- und Elektroingenieur, Major.

## Lexika
- Historisch-Biographisches Lexikon der Schweiz (HBLS)
- Historisches Lexikon der Schweiz (HLS)
- Schweizerisches Genealogisches Taschenbuch
- Allgemeines Helvetisches, Eydgenössisches, Oder Schweitzerisches Lexicon (Leu-Holzhalb)